# Asplenium udzungwense
Asplenium udzungwense är en svartbräkenväxtart som beskrevs av Henk Beentje. Asplenium udzungwense ingår i släktet Asplenium och familjen Aspleniaceae. Inga underarter finns listade.